# Gandawa-Wevelgem 2014
76. edycja wyścigu kolarskiego Gandawa-Wevelgem odbyła się 30 marca 2014 roku i liczyła 233 km. Wyścig figurował w rankingu światowym UCI World Tour 2014.

## Uczestnicy
Na starcie tego klasycznego wyścigu stanęło 25 zawodowych ekip.
Lista drużyn uczestniczących w wyścigu:
| Numery  | Kod | Drużyna                 |
| ------- | --- | ----------------------- |
| 1-8     | CAN | Cannondale              |
| 11-18   | ALM | Ag2r-La Mondiale        |
| 21-28   | AST | Pro Team Astana         |
| 31-38   | BEL | Belkin                  |
| 41-48   | BMC | BMC Racing Team         |
| 51-58   | FDJ | FDJ.fr                  |
| 61-68   | GRS | Garmin-Sharp            |
| 71-78   | LAM | Lampre-Merida           |
| 81-88   | LTB | Lotto-Belisol           |
| 91-98   | MOV | Movistar Team           |
| 101-108 | OPQ | Omega Pharma-Quick Step |
| 111-118 | OGE | Orica-GreenEDGE         |
| 121-128 | EUC | Team Europcar           |

| Numery  | Kod | Drużyna                      |
| ------- | --- | ---------------------------- |
| 131-138 | GIA | Giant-Shimano                |
| 141-148 | KAT | Team Katusha                 |
| 151-158 | SKY | Team Sky                     |
| 161-168 | TTS | Team Tinkoff-Saxo            |
| 171-178 | TRE | Trek Factory Racing          |
| 181-188 | AND | Androni Giocattoli-Venezuela |
| 191-198 | COF | Cofidis                      |
| 201-208 | IAM | IAM Cycling                  |
| 211-218 | MTN | MTN-Qhubeka                  |
| 221-228 | TNE | Team NetApp-Endura           |
| 231-238 | WGG | Wanty-Groupe Gobert          |
| 241-248 | TSV | Topsport Vlaanderen          |

## Klasyfikacja generalna

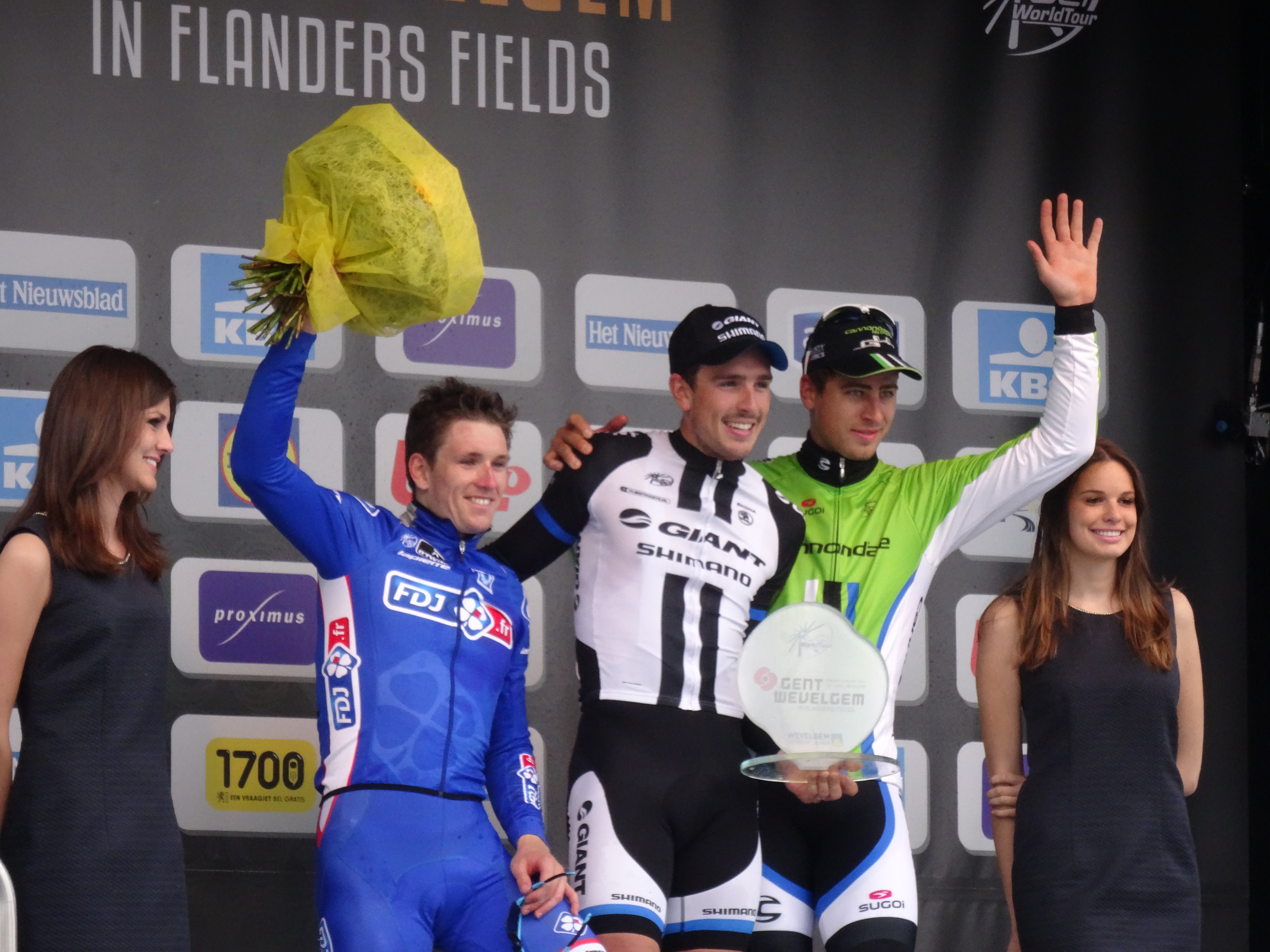
Arnaud Démare, John Degenkolb & Peter Sagan.

| M-ce | Imię i nazwisko    | Kraj     | Drużyna                 | Czas       |
| ---- | ------------------ | -------- | ----------------------- | ---------- |
| 1.   | John Degenkolb     | Niemcy   | Giant-Shimano           | 5h 34' 37" |
| 2.   | Arnaud Démare      | Francja  | FDJ.fr                  | + 0"       |
| 3.   | Peter Sagan        | Słowacja | Cannondale              | + 0"       |
| 4.   | Sep Vanmarcke      | Belgia   | Belkin                  | + 0"       |
| 5.   | Tom Boonen         | Belgia   | Omega Pharma-Quick Step | + 0"       |
| 6.   | Tom Van Asbroeck   | Belgia   | Topsport Vlaanderen     | + 0"       |
| 7.   | Aleksiej Tsatewicz | Rosja    | Team Katusha            | + 0"       |
| 8.   | Jauhien Hutarowicz | Białoruś | Ag2r-La Mondiale        | + 0"       |
| 9.   | Thor Hushovd       | Norwegia | BMC Racing Team         | + 0"       |
| 10.  | Jürgen Roelandts   | Belgia   | Lotto-Belisol           | + 0"       |